# Andentaucher
Der Andentaucher (Podiceps andinus) ist eine ausgestorbene Art der Lappentaucher. Dieser Vogel war einst in einem extrem kleinen Areal in Kolumbien verbreitet, wurde aber seit 1977 nicht mehr lebend gesehen.
Der Andentaucher zeigte starke Ähnlichkeit mit einem Schwarzhalstaucher, hatte aber im Gegensatz zu diesem einen kastanienbraunen Vorderhals. Nach Ansicht mancher Ornithologen handelte es sich lediglich um eine Unterart des Schwarzhalstauchers.
Das Verbreitungsgebiet des Andentauchers umfasste lediglich die kolumbianischen Provinzen Boyacá und Cundinamarca. Seine Brutgebiete waren die Feuchtgebiete rund um die Hauptstadt Bogotá sowie die Ufer des Laguna de Tota (Totasee). Die Sümpfe wurden während des 20. Jahrhunderts weitgehend trockengelegt, die verbleibenden Feuchtgebiete soweit durch Abwässer und Müll verseucht, dass die Populationen des Andentauchers in den 1950ern zusammenbrachen. Einzelne Tiere lebten bis in die 1970er. Den letzten Andentaucher sah man 1977 auf dem Totasee. Eine intensive Suche nach der Art war 1981/82 ergebnislos.